# Yasmine Zouhir
Yasmine Zouhir (en arabe : ياسمين زهير), née le 16 juillet 2005 est une footballeuse internationale marocaine jouant au poste d'attaquante au Real Betis Balompié.

## Carrière en club
Née à Saint-Priest-en-Jarez, Yasmine Zouhir est formée à l'AS Saint-Étienne avec qui elle dispute le Championnat national féminin des moins de 19 ans à partir de l'année 2021.
Elle quitte son club formateur lors de l'intersaison 2023 et s'exporte en Italie en rejoignant l'AS Rome qui évolue en Serie A. Elle effectue la préparation estivale avec l'équipe première pour évoluer ensuite avec l'équipe réserve (Primavera).

### Découverte du championnat italien avec l'AS Rome (2023-2024)
Yasmine Zouhir dispute son premier match officiel contre la Fiorentina le 17 septembre 2023 dans le cadre de la 1re journée du championnat national des moins de 19 ans (Primavera) et inscrit par la même occasion son premier but sous la tunique de l'AS Rome qui s'impose 4-1. Elle marque la journée qui suit sur le terrain du San Marino Academy où Rome s'impose largement (10 à 0).
Le 8 novembre 2023 elle participe à son premier match officiel avec l'équipe première de l'AS Rome en entrant en jeu contre la Cesena en huitième de finale de la Coupe d'Italie (victoire, 6-0).
La Primavera de l'AS Rome termine la saison à la 1re place au classement, ce qui qualifie l'équipe pour la phase des play-offs. Yasmine Zouhir participe à la demi-finale contre l'AC Milan en tant que titulaire, cependant Rome s'incline sur le score de 4 buts à 1. Yasmine Zouhir quitte le club à l'issue de la saison.

### Expérience en Espagne au Bétis Séville (depuis 2024)
Après un passage d'une saison en Italie, Yasmine Zouhir prend la direction de l'Espagne en s'engageant avec le Real Betis évoluant en première division. Le club annonce sa signature le 31 juillet 2024.
Alors qu'elle vient de jouer la Coupe du monde avec l'équipe du Maroc des moins de 20 ans, elle dispute son premier match officiel sous les couleurs du Betis et par la même occasion, fait sa première apparition en Liga en étant titularisée face au Real Madrid le 14 septembre 2024. Elle dispute l'intégralité de ce match qui se termine par une défaite de son équipe à domicile (3-0).
Le 7 décembre 2024 contre le FC Barcelone, elle ouvre son compteur de buts avec le club sévillan et par la même occasion inscrit son premier but en Liga. C'est elle qui marque l'unique but de son équipe qui perd le match. Le week-end qui suit, elle entre en jeu contre l'Atlético de Madrid et délivre une passe décisive sur le but qui donne la victoire au Bétis.
Face au Real Madrid le 20 avril 2025, elle inscrit le seul but de son équipe qui s'incline 5 buts à 1. Il s'agit de son deuxième but de la saison et de son deuxième en Liga.
Toutefois elle et son équipe ne parviennent pas à se maintenir dans l'élite, terminant à l'avant-dernière place. Yasmine Zouhir prend part durant cet exercice 2024-2025 à 24 rencontres de Liga (8 fois titulaire) pour 2 buts marqués et 2 passes décisives.

## Carrière internationale

### Maroc -17 ans
Yasmine Zouhir reçoit ses premières convocations en équipe du Maroc -17 ans sous la houlette de Patrick Cordoba et participe aux qualifications à la Coupe du monde 2022 à l'issue desquelles le Maroc décroche son ticket pour participer à la phase finale en Inde, la première qualification de l'histoire de la sélection.
Après une série de matchs amicaux, Yasmine Zouhir fait partie des joueuses retenues par Anthony Rimasson pour disputer ledit Mondial durant le mois d'octobre 2022 dans un groupe composé de l'Inde (hôte), des États-Unis et du Brésil. Malgré un premier succès historique face aux Indiennes (3-0), les Marocaines qui perdent face aux Brésiliennes (1-0) et aux Américaines (4-0) ne parviennent pas à franchir le premier tour de la compétition. Yasmine Zouhir dispute l'ensemble des matchs.

### Maroc -20 ans
Yasmine Zouhir est convoquée par Anthony Rimasson pour prendre part avec l'équipe du Maroc des -20 ans à une double confrontation amicale contre la Guinée à Conakry les 16 et 19 février 2023 au Stade du 28-Septembre. Le Maroc remporte la première manche sur le score de 3-0 grâce entre autres à une réalisation de Zouhir. Elle récidive avec un but lors du deuxième match qui cette fois-ci se termine sur une victoire des Guinéennes (3-2).
Anthony Rimasson fait de nouveau appel à ses services pour une double confrontation en mai 2023 contre le Sénégal à Thiès. Le Maroc s'incline lors des deux matchs. Elle dispute la première rencontre en tant que titulaire et la deuxième en tant que remplaçante.
Elle est convoquée en octobre de la même année pour disputer la double confrontation face au Burkina Faso à El Jadida comptant pour les qualifications à la Coupe du monde 2024. Yasmine Zouhir marque un des quatre buts de la victoire 4-0 au match aller le 8 octobre 2023.
Vient alors le 4e et dernier tour qui voit la sélection être opposée à l'Éthiopie. Après une victoire 2-0 au match aller le 13 janvier 2024 à El Jadida et un but de Yasmine Zouhir, le Maroc parvient à se qualifier à la phase finale pour la première fois de l'histoire de la sélection, malgré la défaite (1-0) au match retour à Addis-Abeba,.

### Avec l'équipe du Maroc
Yasmine Zouhir reçoit en avril 2023 une première convocation de Reynald Pedros en équipe nationale A du Maroc pour prendre part à deux matchs amicaux internationaux, contre la Tchéquie le 6 avril 2023 à Chomutov et la Roumanie le 11 avril 2023 à Bucarest
Le 6 avril 2023, elle honore sa première sélection en entrant en jeu contre la République tchèque à la place de Salma Amani à la 75e minute du match qui se solde par une défaite marocaine (2-0).
Reynald Pedros annonce le 19 juin 2023 une première liste de 28 joueuses pour prendre part à un stage en Autriche du 20 juin au 9 juillet dans le but de préparer la Coupe du monde 2023. Présente lors des rassemblements précédents, Yasmine Zouhir n'est finalement pas retenue pour défendre les couleurs marocaines en Australie et Nouvelle-Zélande.
Elle reçoit une convocation de la part de Jorge Vilda, fraîchement nommé à la tête de l'équipe nationale, pour disputer une double confrontation face à la Namibie les 26 et 31 octobre 2023 dans le cadre du deuxième tour des qualifications des Jeux olympiques 2024. La Namibie étant dans l'incapacité de recevoir, les deux matchs se jouent au Maroc. Les Marocaines s'imposent lors des deux manches. La première à Marrakech le 26 octobre 2023 sur le score de 2-0, et la deuxième à Rabat avec le même score. Elle entre en jeu lors du match aller,.
Convoquée pour affronter l'Ouganda les 1er et 5 décembre 2023 dans le cadre d'une double confrontation amicale, elle entre en jeu dans chacune des deux rencontres.
La sélection marocaine affronte la Tunisie lors du 3e tour des qualifications aux JO 2024, les 23 et 28 février 2024 respectivement à Soliman et Rabat. Le Maroc se qualifie en remportant les deux manches, 2-1 en Tunisie puis 4-1 au Maroc. Yasmine Zouhir entre en jeu lors des deux rencontres.
Les Marocaines sont donc opposées aux Zambiennes lors du 4e et dernier tour des qualifications. Si elle est parvenue à s'imposer en Zambie lors du match aller le 5 avril 2024 sur le score de 2 buts à 1, la sélection marocaine ne parvient pas à se qualifier pour la phase finale des Jeux à la suite de sa défaite 2 à 0 au match retour à Rabat le 9 avril 2024 après prolongations. Bien que convoquée, Yasmine Zouhir ne participe pax aux matchs.

## Statistiques

### En club
| Saison                | Club                  | Championnat           | Championnat | Championnat | Coupe(s) nationale(s) | Coupe(s) nationale(s) | Total | Total |
| Saison                | Club                  | Division              | M.          | B.          | M.                    | B.                    | M.    | B.    |
| 2021-2022             | ASSE                  | CNF U19               | 8           | 0           | -                     | -                     | 8     | 0     |
| 2022-2023             | ASSE                  | CNF U19               | 12          | 3           | -                     | -                     | 12    | 3     |
| Sous-total            | Sous-total            | Sous-total            | 20          | 3           | -                     | -                     | 20    | 3     |
| 2023-2024             | AS Rome rés.          | Primavera + Playoffs  | 15+1        | 5+0         | -                     | -                     | 16    | 5     |
| 2023-2024             | AS Rome               | Serie A               | 0           | 0           | 1                     | 0                     | 1     | 0     |
| Sous-total            | Sous-total            | Sous-total            | 16          | 5           | 1                     | 0                     | 17    | 5     |
| 2024-2025             | Real Betis            | Liga                  | 24          | 2           | 1                     | 0                     | 25    | 2     |
| Total sur la carrière | Total sur la carrière | Total sur la carrière | 60          | 10          | 2                     | 0                     | 62    | 10    |